# Ибн Саид аль-Магриби
Абу аль-Хасан Али ибн Муса Нур ад-дин ибн Саид аль-Магриби (араб. علي بن موسى المغربي بن سعيد‎; между 1213 и 1217, Алькала-ла-Реаль, около Гранады — между 1274 и 1286, Дамаск или Тунис), также известный как Ибн Саид аль-Андалуси, — арабский географ и историк, автор нескольких трудов, а также поэт и собиратель арабской поэзии Аль-Андалус.
Год его рождения неизвестен: в разных источниках указывается 1213, 1214 или 1217. Известно, что аль-Магриби родился в уважаемой семье, возводящей своё происхождение к Аммару ибн Ясиру и переехавшей в Аль-Андалус из Марракеша. Образование получил в Севилье, впоследствии жил в Тунисе, Александрии, Каире, Иерусалиме и Алеппо. В возрасте 30 лет совершил паломничество в Мекку, также путешествовал по Аравии, Египту, Ираку и, по некоторым данным, Армении (с 1256 по 1265 год), где собирал материалы для своих сочинений. Аль-Магриби был близким другом поэта Ибн Мокона Аль-Лисбони. Согласно большинству источников, свои оследние годы провёл в Тунисе, где скончался в 1286 году, однако есть информация, что он умер в 1274 году в Дамаске.
Его перу принадлежит в общей сложности более 40 работ по различным областям знаний. Наиболее известный труд — завершение 15-томного сочинения «al-Mughrib fī ḥulā l-Maghrib» («Необычайная книга о красотах Запада»), начатого его предшественниками (над ним, в частности, работал и отец ибн Саида), и изложение в нём сведений об арабских поэтах Магриба, распределённых по географическому принципу. Впоследствии эта его работа распространялась отдельно и ныне называется самым полным источником информации о средневековых арабских поэтах западного Магриба и мусульманской Испании. Другое известное сочинение его авторства, написанное примерно в 1250 году, — «Kitab al-Jughrafiya» («География»), созданное на основе как собранных им самим материалов, так и фактов из сочинений древних авторов, сохранилось в двух разных редакциях — «Книга географии о семи климатах» и «Книга распространения Земли в длину и ширину». В нём, в частности, даны сведения о славянах, населявших побережья Балтийского, Азовского морей и берега Дона, касогах, абхазах и аланах Кавказа, буртасах Поволжья. В книге также приводятся данные о кыпчаках, кимаках, огузах, туркменах, истории и географии Южного Казахстана.